# لیمپد
لیمپد (به هلندی: Liempde) یک منطقهٔ مسکونی در هلند است که در بوکستل واقع شده‌است. لیمپد ۴٫۸۵۵ نفر جمعیت دارد.